# تپه سلام (مشهد)
تپه سلام روستایی در دهستان میامی بخش رضویه شهرستان مشهد استان خراسان رضوی ایران است.که قطعا یکی از مناطق محروم و کم برخوردار مشهد میباشد. بر پایه سرشماری عمومی نفوس و مسکن در سال ۱۳۹۰ جمعیت این روستا ۴٬۷۱۵ نفر (در ۱٬۲۸۸ خانوار) بوده‌است.سبب تسمیه و نامگذاری:در زمان گذشته وقتی زايرین و مسافرین درحینی به مشهد نزدیک می شدند اولین جایی بود که گنبد و بارگاه رویت می شد و همانجا سلام(و تحیت خاص زیارت)بر زبان می راندند
تعداد زیادی کارخانه سنگ‌بری و انبار سنگ در این منطقه وجود دارد. سنگ گرانیتی مروارید و سنگ گرانیتی نهبندان بیشترین سهم از بازار سنگ این منطقه را دارد.